# Stephanie Adams
Stephanie Adams, född 24 juli 1970, död 18 maj 2018, var en amerikansk modell och författare. Hon var månadens playmate i herrtidningen Playboy, i november 1992.
Den 18 maj 2018 dödade Adams sin sjuåriga son och tog sedan sitt eget liv. Enligt New York City Police Department knuffade hon ut sin son från en balkong på 25:e våningen innan hon hoppade själv.

## Biografi

### Uppväxt
Adams föddes i Orange, New Jersey. Hon växte upp hos sina mostrar Joyce och Pearl, före detta modeller som uppmuntrade henne att börja jobba som modell vid 16 års ålder. Adams var av afroamerikansk, euro-amerikansk och cherokansk härkomst, och påstod sig vara en direkt ättling till presidenterna John Adams och John Quincy Adams.

### Karriär
Adams tog examen från Ophelia DeVore School of Charm och började sin karriär som modell med fotograferingar för Seventeen magasin, företaget Venus Swimwear och kommersiella annonser för Clairol. Hon dök upp som "Miss November 1992" i Playboy magasin och ingick i agenturen Wilhelmina Models. Hon bytte senare till Elite Model Management efter att ha förlovat sig med dess VD, John Casablancas.
Adams tog en kandidatexamen från Fairleigh Dickinson-universitetet 1992. Hon gjorde ett framträdande för "Top 10"-listan på Late Show med David Letterman den 20 november 2003, för att fira 50-årsjubileet av Playboy magasin. Hon förekom på omslaget till The Village Voice 2005.
År 1999 grundade Adams företaget Goddessy, enligt henne en portmanteau av "gudinna" och "odyssé". Hon gav ut sin första bok 2003 och startade ett förlag 2007. Efter att hennes mosters gick bort i bröstcancer 2003 ägnade hon mer av sin tid åt att skriva. Samma år publicerade hon en bok tillägnad sin avlidne moster med titeln He Only Takes the Best, följt av en annan bok skriven för att hedra hennes äldre moster Pearl med titeln Guardian. Adams skrev cirka två dussin böcker, på temat metafysik och gav ut astrologikalendrar och ett tarotkortlek. Hon publicerade också en roman med titeln Empress 2004, om kvinnor ur antikens Rom.
Adams var grundare och VD för hudvårdsföretaget Goddessy Organics.

### Privatliv
Tidigt i sin karriär var Adams gift med en italiensk investerare, men skilde sig senare. I She magazine i februari 2003, berättade Adams att hon var lesbisk – den första Playmaten att ha gjort det. I deras "Best of"-inslag från 2004, utropade The Village Voice henne till "den bästa lesbiska sexsymbolen". År 2009 meddelade Adams att hon var förlovad med en man, och ungefär samtidigt beskrev hon sig själv i en intervju som heterosexuell. Efter sitt giftermål 2010 med Charles V. Nicholai, en kiropraktor från Manhattan, sa Adams att hon skulle dra sig tillbaka från det offentliga livet och tillbringa mer tid med sin man och son.
I maj 2006 ringde en taxichaufför polisen i New York. Han hade hamnat i dispyt med Adams om var han skulle lämna henne och rapporterade felaktigt att hon var beväpnad med en pistol och hade hotat att skjuta honom. Senare bötfälldes taxischaffören att betala 2700 dollar för händelsen och hans taxikörkort återkallades. Adams påstod att polisen under händelsen kastade henne till marken och orsakade skador på hennes nacke och rygg. Adams lämnade in en stämningsansökan mot New York City Police Department 2006. I februari 2012 tilldelade en jury henne 1,2 miljoner dollar, 400 000 dollar mer än vad som hade begärts av hennes advokat, men domaren sänkte det senare till 373 000 dollar.

### Mordet på Vincent Adams och hennes eget självmord
Kvällen den 17 maj 2018 tog Adams in på Gotham Hotel på 46:e gatan på Manhattan med sin sjuårige son Vincent, och de fick rum på takvåningen av den 25 våningar höga byggnaden. Nästa morgon hittades båda döda på en balkong på andra våningen på hotellets innergård. Enligt polisen var Adams och hennes man inblandade i en vårdnadstvist, och timmar innan de tog in på hotellet berättade Adams för New York Post att hennes man och hans advokat hindrade henne från att ta med sonen på semester. New York City Medical Examiner ansåg att Adams död var ett självmord och hennes sons död ett mord.